# Вшивосемянник
Вшивосемянник (также фтейроспермум; лат. Phtheirospermum; от др.-греч. φθείρ — вошь и σπέρμα — семя) — монотипный род травянистых растений семейства Заразиховые (Orobanchaceae). Включает единственный вид — Вшивосемянник японский (Phtheirospermum japonicum), распространённый в Восточной и Северо-Восточной Азии.

## Ботаническое описание

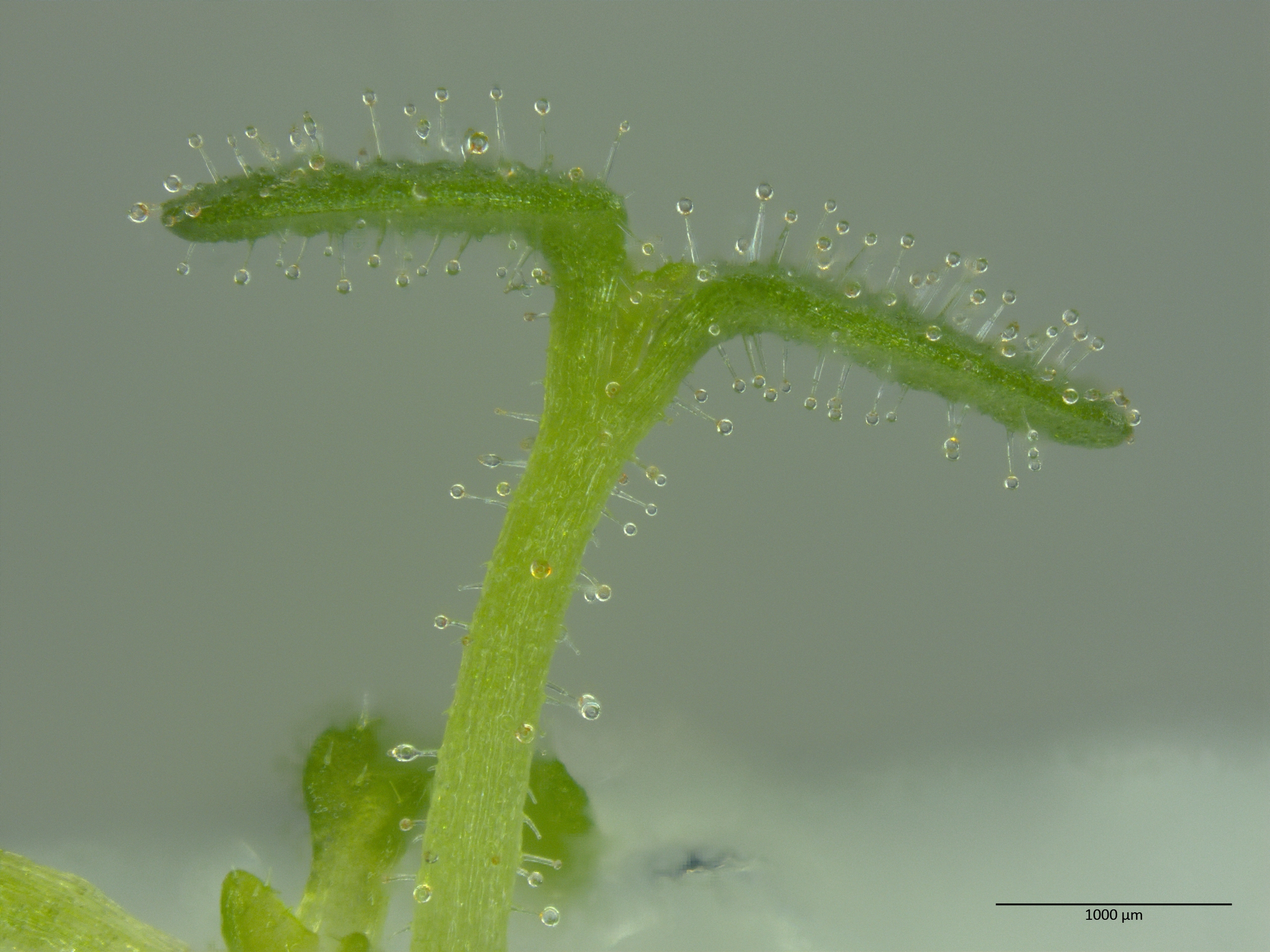
Желёзистые волоски

Однолетние или двулетние травянистые растения-полупаразиты, 7—80 см высотой, опушенные клейкими желёзистыми волосками. Стебли простые или ветвистые, с косо направленными или слегка прижатыми ветвями. Листья супротивные, в очертании яйцевидно-треугольные, перисторассечённые или перистораздельные, 1—5 см длиной, 0,5—5 см шириной.
Цветки пазушные, одиночные. Чашечка колокольчатая, с беловатой трубкой. Венчик розовый, в зеве с жёлтыми пятнами, двугубый. Тычинок 4, двусильные. Коробочки продолговато-яйцевидные, сплюснутые. Семена многочисленные, яйцевидно-угловатые, крыловидные, светлые, около 1 мм длиной, около 0,5 мм шириной.

## Синонимы
Рода
- Centrantheropsis Bonati (1914)
- Emmenospermum C.B.Clarke ex Hook.f. (1883)

Вида
- Centrantheropsis rigida Bonati (1914)
- Gerardia japonica Thunb. (1784)basionym
- Phtheirospermum chinense Bunge ex Fisch. & C.A.Mey. (1835) — Вшивосемянник (фтейроспермум) китайский
- Phtheirospermum esquirolii Bonati (1907)